# Aarno Lindroos
Aarno Hjalmar Lindroos, född 29 december 1931 i Åbo, död 2 maj 2020 i Eskilstuna, var en finländsk-svensk präst.
Lindroos var son till kamrer Kurt Lindroos och Taimi Korpela. Han blev teologie kandidat vid Uppsala universitet 1957, pastorsadjunkt i Haparanda 1958, komminister i Seskarö samma år, stiftsadjunkt i Luleå 1961, kyrkoherde i Tärendö 1963–1973, kyrkoherde i Sävar 1974–1992 och komminister i Bomhus församling från 1992 till sin pension. Lindroos verkade som finskspråkig präst under tiden i Sävar och Gävle samt efter sin pension även i Eskilstuna. Lindroos gifte sig 1954 med Marianne Wiklund (1932–2018) och makarna fick fyra barn. Makarna Lindroos är begravda på Bromma kyrkogård.